# Patricio Guzmán
Patricio Guzmán Lozanes (Santiago de Chile, 11 augustus 1941) is een Chileens filmregisseur, scenarioschrijver en documentairemaker.

## Biografie
Patricio Guzmán werd geboren in Santiago de Chile in 1941. In 1961 ging hij in de Universidad de Chile naar de Escuela de Teatro, vervolgens in 1961 naar de Facultad de Historia, van 1962 tot 1965 naar de Facultad de Filosofía en van 1963 tot 1966 naar het Instituto Fílmico.  Hij volgde van 1966 tot 1969 school "cinematografie" in Madrid (Escuela Oficial de Cinematografía de Madrid) waar hij zich toelegde op het maken van documentaires.
Na de militaire staatsgreep tegen president Salvador Allende in september 1973, was Guzmán een van de vele mensen die gevangen gehouden werden in het voetbalstadion van Santiago de Chile. Hij kon in november 1973 het land ontvluchten met beeldmateriaal dat hij zou gebruiken voor zijn trilogie La batalla de Chile. Hij woonde in Cuba, Spanje en belandde uiteindelijk in Frankrijk. Guzmán geeft les over "documentairefilms" in Europa en Zuid-Amerika en is oprichter en voorzitter van het Festival Documental de Santiago (FIDOCS).

## Filmografie
- La tortura y otras formas de diálogo (kortfilm, 1968)
- El paraíso ortopédico (kortfilm, 1969)
- La respuesta de octubre (1972)
- Primer año (1973)
- La batalla de Chile: La insurrección de la burguesía (1975)
- La batalla de Chile: El golpe de estado (1977)
- La batalla de Chile: El poder popular (1979)
- Rosa de los vientos (1983)
- En nombre de Dios (1987)
- La cruz del Sur (1992)
- Pueblo en vilo (1995)
- Chile, la memoria obstinada (1997)
- La isla de Robinson Crusoe (korte documentaire, 1999)
- Invocación (2000)
- Le cas Pinochet (2001)
- Madrid (korte documentaire, 2002)
- Salvador Allende (2004)
- Mon Jules Verne (2005) (TV)
- Nostalgia de la luz (2010)
- El botón de nácar (2015)

## Prijzen en nominaties
De belangrijkste:
| jaar | prijs                                   | categorie                                          | genomineerde(n)     | uitslag  |
| ---- | --------------------------------------- | -------------------------------------------------- | ------------------- | -------- |
| 2015 | Internationaal filmfestival van Berlijn | Zilveren Beer voor beste scenario                  | El botón de nácar   | Gewonnen |
| 2010 | Europese filmprijzen                    | Beste documentaire                                 | Nostalgia de la luz | Gewonnen |
| 1988 | Internationaal filmfestival van Berlijn | OCIC Award Honorable Mention – Forum of New Cinema | En nombre de Dios   | Gewonnen |
| 1988 | Internationaal filmfestival van Berlijn | Peace Film Award Honorable Mention                 | En nombre de Dios   | Gewonnen |